# Vladimir Lamsdorf
Vladimir Nikolajevitj Lamsdorf, född 6 januari 1845, död 19 mars 1907 i San Remo, var en rysk greve och diplomat.
Lamsdorf tillhörde en ursprungligen westfalisk adelssläkt, som 1400-talet inflyttade till Kurland och 1817 upphöjdes i ryskt grevligt stånd. Han anställdes i ryska utrikesministeriet 1866, steg där småningom till utrikesministerns adjoint (1892), blev i augusti 1900 tillförordnad utrikesminister, efterträdde definitivt greve Michail Muravjov som utrikesminister januari 1901 och avgick i maj 1906, därvid efterträdd av Aleksandr Izvolskij och själv utnämnd till medlem av riksrådet.
Lamsdorf sökte driva en fredlig utrikespolitik och åstadkom i oktober 1903 den så kallade Mürzsteg-överenskommelsen med Österrike-Ungern om samverkan med Ryssland i den makedoniska frågan. I det längsta sökte han även arbeta för en fredlig uppgörelse med Japan om förhållandena i Manchuriet, men förmådde inte hindra den av inflytelserika kretsar förordade utmanande politik, som ledde till krigsutbrottet i februari 1904. Under kriget inlade Lamsdorf stora förtjänster om en fredlig avveckling av den konflikt med Storbritannien, som Doggers bank-incidenten framkallat.